# Càbala de Conway
La Càbala de Conway (en anglès Conway Cabal) es refereix a una conspiració de finals de 1777 i principis de 1778 per treure George Washington del comandament de l'exèrcit continental durant la Guerra d'Independència dels Estats Units. Pren el nom del general de brigada Thomas Conway, les cartes del qual criticant Washington van ser remeses al Congrés Continental. La trama va fracassar quan es va fer pública, i Conway va dimitir i el general Horatio Gates va demanar disculpes a Washington.